# Segona dama o cavaller dels Estats Units
El títol de Segona dama dels Estats Units (Second Lady of the United States, SLOTUS) o de Segon cavaller dels Estats Units (Second Gentleman of the United States, SGOTUS) és el títol informal que ostenta el cònjuge del vicepresident dels Estats Units.
Com a contrast del títol ja popularitzat de Primera dama dels Estats Units, el títol de Segona dama va ser utilitzat per primer cop per Jennie Tuttle Hobart, esposa de Garret Hobart, vicepresident del país entre 1897 i 1899. El títol més tard va caure en desús, però es va recuperar a la dècada de 1980. Durant la dècada de 1990 i la dècada del 2000, el títol es va tornar a abandonar a favor de "dona del vicepresident", però va ser recuperat més tard durant la presidència de Barack Obama. L'administració de Donald Trump va continuar fent-ne ús, tot i que Trump va afirmar, al cap de sis mesos de la seva presidència, que mai no havia sentit a parlar del terme.
La versió masculina del títol es va utilitzar per primer cop l'any 2021 per referir-se a Doug Emhoff, marit de la primera vicepresidenta del país Kamala Harris. Emhoff ostenta el títol actualment.

## Segones dames vives
Hi ha cinc ex-segones dames vives: Marilyn Quayle, esposa de Dan Quayle, Tipper Gore, ara separada d'Al Gore, Lynne Cheney, esposa de Dick Cheney, l'actual primera dama Jill Biden, esposa de Joe Biden, i Karen Pence, esposa de Mike Pence.